# Albireo
Beta Cygni (β Cyg / β Cygni) conhecida como Albireo é a terceira estrela mais brilhante da constelação de Cygnus. Embora ela tenha a designação Bayer "beta", na verdade é visualmente muito mais fraca do que Gamma Cygni.
Dado que Cygnus é "o cisne" e Albireo está localizada na cabeça do cisne, ela é às vezes chamada de "estrela do bico". Ela também forma o "Cruzeiro do Norte" em conjunto com Deneb, Delta Cygni e Eta Cygni.
Albireo dista 385 anos-luz da Terra. A olho nu, Albireo aparenta ser uma única estrela. Todavia, quando vista ao telescópio, descobre-se que se trata de uma estrela binária: uma amarela (magnitude aparente 3,1), e outra azul (magnitude aparente 5,1). Separadas por 34 segundos de arco, os dois componentes formam um dos melhores exemplos de estrelas duplas de cores contrastantes.
Não se sabe se os dois componentes estão ligados fisicamente, formando um verdadeiro sistema binário. Se estiverem, estão em uma órbita extremamente longa, com um período orbital de pelo menos 75 000 anos. Para um espectador em Albireo B, Albireo A teria possivelmente magnitude aparente de -15.79.  A lua cheia, por exemplo, tem magnitude aparente de -12,6.
O membro mais brilhante do par, a estrela amarela Beta Cygni A, é ela mesma uma binária cerrada.

## Albireo como estrela tripla
Albireo A é, na verdade, um componente duplo. Somente em 1976, utilizando-se de técnicas de processamento de imagem (interferometria), descobriu-se que a separação entre as duas estrelas é somente de cerca de 0,4 arcosegundos, o que é muito próximo do limite de observação visual através de instrumentos, por isso não é possível medir as magnitudes visuais separadamente. 

## Etimologia
O nome da estrela surgiu de uma série de erros de interpretação e tradução. Originalmente, ela se chamava al-Minhar al-Dajajah ("o bico da galinha"), conforme está registrado em textos árabes. Eruditos latinos interpretaram o nome como designando um tipo de erva e o traduziram como ab ireo ("de Ireo"). Posteriormente, considerou-se que isso era a corruptela de um termo árabe, e acabou sendo transcrito como al-bireo.

## Albireo na cultura popular
- Um planeta gelado do sistema Beta Albireo é o cenário do confronto entre os terranos de Perry Rhodan e a frota dos Saltadores, mercadores cósmicos que não apreciam concorrentes.
- O projeto musical Rokudenashi, feito pela vocalista Ninzin, possui uma música chamada Albireo, incluindo referências em sua letra.